# Madame Acquaire
Madame Acquaire död efter 1786, även känd som Mlle Babet var en fransk skådespelare och teaterdirektör, verksam på Saint-Domingue (Haiti). 
Som ogift var "Mlle Babet" verksam som skådespelare, regissör, direktör och instruktör i sång och drama vid amatörteatern i Petit-Goave. Hon gifte sig 1777 med skådespelaren Monsieur Acquaire och därefter känd som Madame Acquaire. Hon var engagerad vid Comédie de Port-au-Prince från 1778 till 1786, där hennes make 1784 blev direktör, och där hon var en ledande och inflytelserik scenartist. Hon uppträdde som skådespelare inom teater och sångerska inom operan och uppskattades särskilt som hjältinna inom tragedier, den genre som då hade högst status. Hon är känd som den som rekryterade Minette et Lise. Hon lämnade Saint-Domingue 1786 och återvände till Frankrike, dit hennes make följde henne efter utbrottet av haitiska revolutionen 1791. 